# Яцкевич, Владимир Авксентьевич
Владимир Авксентьевич Яцкевич (1839—1919) — генерал от артиллерии, герой русско-турецкой войны 1877—1878 годов
Родился в Витебской губернии в имении Койтово 15 ноября 1839 года. Образование получил в Полоцком кадетском корпусе, из которого выпущен 30 июня 1858 года сотником в Кубанскую казачью артиллерию.
Участвовал в кампаниях 1858—1865 на Кавказе. 26 июля 1862 года за отличие был произведён в есаулы, награждён орденами св. Станислава 3-й степени с мечами и бантом (в 1863 году), св. Анны 3-й степени с мечами и бантом (в 1864 году) и св. Станислава 2-й степени с мечами (в 1865 году, императорская корона к этому ордену пожалована в 1873 году).
С 3 июля 1865 года командовал 4-й конно-артиллерийской батарей Кубанского казачьего войска и на этой должности находился чуть менее четырнадцати лет, 20 января 1867 года получил чин войскового старшины, 30 августа 1870 года произведён в подполковники и 26 февраля 1877 года — в полковники.
Во время русско-турецкой войны 1877—1878 годов действовал на Приморском направлении, однако после высадки турецкого десанта и захвата противником Сухума был вместе со своей батареей переброшен на помощь генералу Кравченко.
При атаке турками 13 июня в значительных силах русского лагеря у селения Илори, полковник Яцкевич, руководивший орудиями, несмотря на огонь трёх броненосцев, исключительно направленный на место расположения русской артиллерии, меткой стрельбой, при удачном выборе позиции, не позволил туркам и отрядам восставших абхазцев произвести переправу через речку Галидзгу и отразив все наступавшие непрятельские колонны, решительно способствовал дальнейшему их рассеянию.
При вторично произведённом туркамн нападении на тот же лагерь 15 июня, в ещё болыпих силах, поддержанных притом сильнейшим огнём кроме трёх броненосцев ещё и трёх полевых дальнобойных орудий, выпустивших вместе до 300 снарядов, полковник Яцкевич действием своей батареи отбил все приступы противника, и тем дал возможность русским войскам перейти в решительное наступление. Для дальнейшего преследования неприятеля русская пехота получила приказание переправиться через реку Галидзгу, но едва первые солдаты спустились в реку, как турецкие стрелки и абхазы, занявшие опушку леса в 200 шагах от переправы, открыли сильнейший огонь. Завладение переправой по глубине брода и чрезвычайио сильному течению реки, под огнём неприятеля, было крайне затрудшительно, тем более, что по условиям местности русская артиллерия могла действовать no опушке занятой неприятелем только по переходе на правый берег. Заметив столь затруднительное положение пехоты и поняв пеобходцмость, во что бы то ни стало, отвлечь от неё огонь неприятельских стрелков, полковник Яцкевич, во главе двух конных орудий, вынесся карьером к переправе, быстро перешёл реку и, снявшись с передков, осыпал опушку картечью; всё это было производено так быстро и неожиданно, что начальник отряда должен был отправить для прикрытия орудий весь состоявший лично прн нём, казачий конвой. Геройская смелость артиллерии сразу изменила весь ход дела пользу русских войск, тем более что огонь неприятельских стрелков и артиллерии, обращённый на позицию Яцкевича, позволил русской пехоте с весьма малыми потерями переправиться через реку. Турки после незначительного сопротнвления бросили опушку леса и бежали к ложементам, заранее устроенных в Очамчире. После небольшого отдыха русская пехота снова перешла в наступление, полковник Яцкевич, пополнив убыль людей и лошадей во взводе, быстро менял позиции, не давал отступающим оправиться и этим способствовал тому, что все неприятельские ложементы и сама Очамчира перешли были заняты русскими войсками.
После этого дела будучи назначен начальником отдельной колонны и получив 9 июля приказание с двумя батальонами Абхазского и одним батальоном Кубанского пехотных полков при четырёх конных орудиях и двух сотнях Лабинского казачьего полка, взять сильно укреплённую неприятельскую позицию у селения Меркула, полковник Яцкевич 10 июля атаковал неприятеля и, несмотря на его отчаянную защиту, позиция была занята. Завладение этой позицией, считавшейся в глазах абхазов неприступной, сильно повлияло на их настроение, последствием чего было оставление турками Очамчиры дальнейшая сдача всего кодорского участка.
В августе Яцкевич командовал авангардом Ингурского отряда из двух батальонов, шестн орудий и одной сотни казаков. Там он сумел занять передовую позицию в 800 саженях от батарей противника на высотах Абжаквы. 19 августа он бомбардировал эти позиции двумя свонми конными орудиями в то время, как горная артиллерия поражала прикрытие турецких батарей. После четырёхчасовой перестрелки одной русской гранатой был взорван запас снарядов противника и турецкая батарея замолкла. Ослабив таким образом огонь неприятеля, полковник Яцкевич штурмовал и взял нижние траншеи с потерей лишь 56 человек убитыми и ранеными. Следствием этого дела было оставление в ночь с 19 на 20 августа турками высот Абжаквы и самого города Сухума.
За эти подвиги Яцкевич в 1877 году получил орден св. Владимира 4-й степени с мечами и бантом, 27 декабря того же года был пожалован золотой шашкой с надписью «За храбрость», 9 июня 1878 года был награждён орденом св. Георгия 4-й степени и орденом св. Анны 2-й степени с мечами.
По окончании военных действий Яцкевич некоторое время состоял при штабе Кавказского военного округа (с сохранением должности командира батареи), а 23 марта 1879 года был назначен командиром конно-артиллерийской бригады Кубанского казачьего войска и занимал эту должность до 21 марта 1890 года. В генерал-майоры произведён 6 мая 1888 года. Затем он был старшим помощником начальника Кубанской области и наказного атамана Кубанского казачьего войска. 6 июля 1898 года был произведён в генерал-лейтенанты и назначен комендантом Карсской крепости. С 13 декабря 1903 года занимал должность командира 1-го Кавказского армейского корпуса, 6 декабря 1906 года произведён в генералы от артиллерии.
1 января 1910 года Яцкевич оставил Кавказ и перебрался на жительство в Санкт-Петербург, где был назначен членом Военного совета. 1 января 1916 года уволен от службы с мундиром и пенсией за истечением установленного законом шестилетнего срока пребывания в составе Военного совета. В 1917 уехал в Витебск, жил в собственном доме в Никольском переулке. Возвратился в Екатеринодар после переворота, где скончался 8 февраля 1919 г. Похоронен 10 февраля на Всесвятском кладбище, могила сохранилась.
Среди прочих наград Яцкевич имел ордена:
- Орден Святого Владимира 3-й степени (1882 год)
- Орден Святого Станислава 1-й степени (30 августа 1892 года)
- Орден Святой Анны 1-й степени (1896 год)
- Орден Святого Владимира 2-й степени (6 декабря 1902 года)
- Орден Белого Орла (6 декабря 1905 года)
- Орден Святого Александра Невского (30 июня 1908 года, алмазные знаки к этому ордену пожалованы 22 марта 1915 года).